# Santa Bárbara (Chile)
Santa Bárbara es una ciudad y comuna de la zona central de Chile, ubicada en la región del Biobío y en la provincia homónima. La ciudad se encuentra en la ribera norte del río Biobío, en el sector precordillerano de la provincia, a 225 m s. n. m., a una distancia de 42 km al sureste de Los Ángeles, capital provincial. La comuna tiene una población de 14 067 habitantes.

## Descripción
Santa Bárbara limita al norte con las comunas de Quilleco y Antuco, al sur con Quilaco; Los Ángeles por el oeste, y Alto Bio-Bio por el este. Su superficie alcanza los 1.255 km². Cuenta con más de 8.000 habitantes en sectores urbanos y 9.000 en sectores rurales (aprox).

## Historia

### Historia precolombina
Lo que hoy en día se conoce como el valle de Santa Bárbara cuenta con una ancestralidad que desconcierta principalmente a las generaciones que aprendieron de la historia de España en Chile, pero se desconoce el gran legado ancestral de nuestras culturas prehispánicas. Fue así que tras relatos que por siglos mantuvieron los vecinos de los sectores de Los Boldos, Los Notros, Lo Nieve, San Lorenzo, Corcovado, entre otros, se logró evidenciar que en estos sectores la presencia de asentamientos prehispánicos tales como el Complejo Pitrén y Vergel. Estos últimos, fueron investigados por la Universidad de Concepción, la que ratificó en 2013 estos hallazgos que por el minuto es el asentamiento más antiguo que existe en lo que denominaban los pehuenches como Valle de Nelkewe.

#### Complejo Pitrén y Vergel

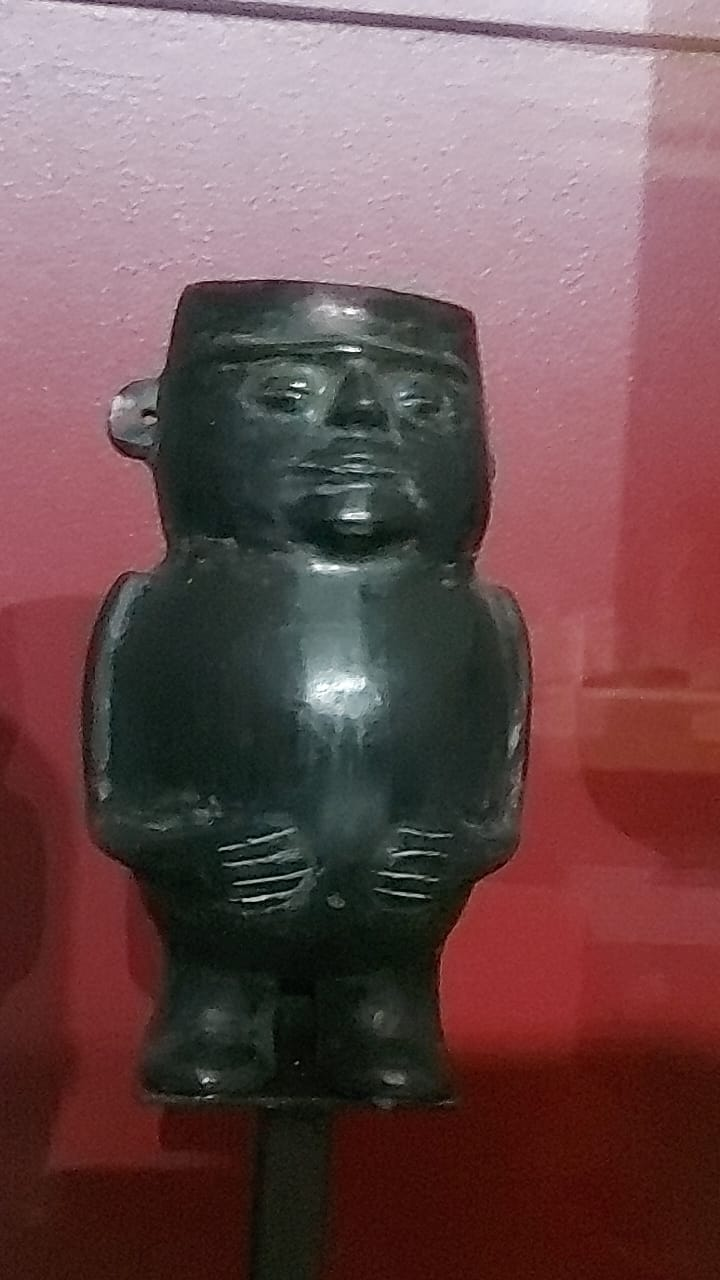
Complejo Pitren y Vergel

Distintos grupos prehispánicos habitaron la zona centro-sur de Chile y compartieron técnicas y diseños cerámicos, además de formas similares de enterrar a sus muertos. A este estilo alfarero y patrón funerario, los arqueólogos denominaron Complejo Cultural Pitrén. En la zona lacustre esta tipología se data hacia el 100 a. C., mientras que en el valle del Cautín, la costa y los sectores insulares, las fechas más tempranas se registran desde el 300 d. C., aproximadamente.
Estos grupos habitaban en pequeños espacios que despejaban en el interior de los bosques, donde emplazaban sus viviendas y cultivaban la tierra. No es claro que los grupos Pitrén se hayan establecido permanentemente en un lugar. Más bien, parecen haber tenido un modo de vida sedentario sobre una base estacional. El nombre proviene del topónimo Pitrén, localidad cercana al lago Calafquén, lugar en el que se encontraron los primeros artefactos cerámicos.
Dado que no existe registro de su lengua, se desconoce cómo se autodenominaban, y si se trataba de un mismo grupo étnico o de distintos que compartían elementos culturales comunes. En la zona, el estilo cerámico denominado Pitrén abarcó desde el río Huequecura, Biobío, y Duqueco al Llanquihue, y desde la Isla Mocha a la provincia de Neuquén, en Argentina. 
Estas bandas de cazadores-recolectores se habrían trasladado estacionalmente para explotar recursos silvestres, en tanto algunos grupos más hortícolas, mediante técnicas como "tala y roce", habrían ocupado las distintas áreas de la región centro-sur de Chile y andina oriental.
Su alfarería es la más antigua de la región y en la mayor parte de los casos sigue algunas tendencias estilísticas de las primeras cerámicas del Cono Sur de América. El pueblo mapuche y pehuenche consideran a estos primeros ceramistas como sus ancestros.

#### Invasión Inca

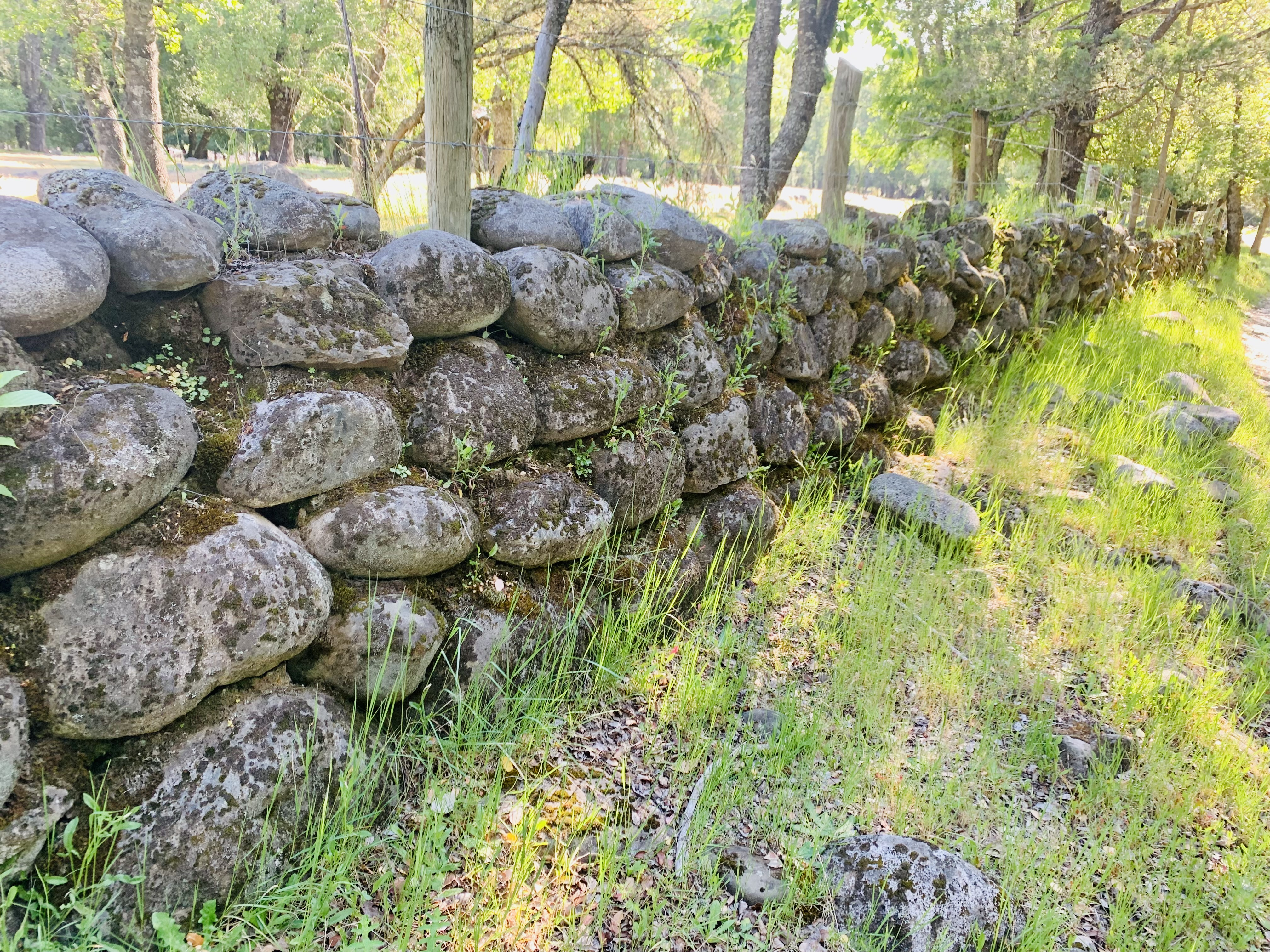
Pircas de Piedras

La presencia Inca en Chile fue relativamente breve, esta duró desde la década de 1470 hasta el colapso del Imperio Inca en la década de 1530. Los principales asentamientos del Tahuantinsuyo en Chile se ubicaron a lo largo de los ríos Aconcagua, Mapocho y Maipo.
Respecto de la expansión inca al sur, la fecha exacta de la conquista de los valles centrales de Chile no se conoce. En general, se acepta que la zona fue sometida durante el reinado de Túpac Yupanqui. Estudios en curso señalan que dicho camino habría pasado por sectores de la comuna de Santa Bárbara, lo que hoy en día se conoce como Quillaileo y Lo Nieve; prueba de ello son los restos arqueológicos denominados “pircas”.
La relación entre la cosmovisión Inca y peuhenche está estrechamente relacionada. Esta cosmovisión consideraba que la naturaleza, los seres vivos y la madre tierra son elementos que viven perpetuamente. Puede que hayan sido los incas quienes dejaron estas enseñanzas a nuestros pueblos originarios.

### Pueblos originarios

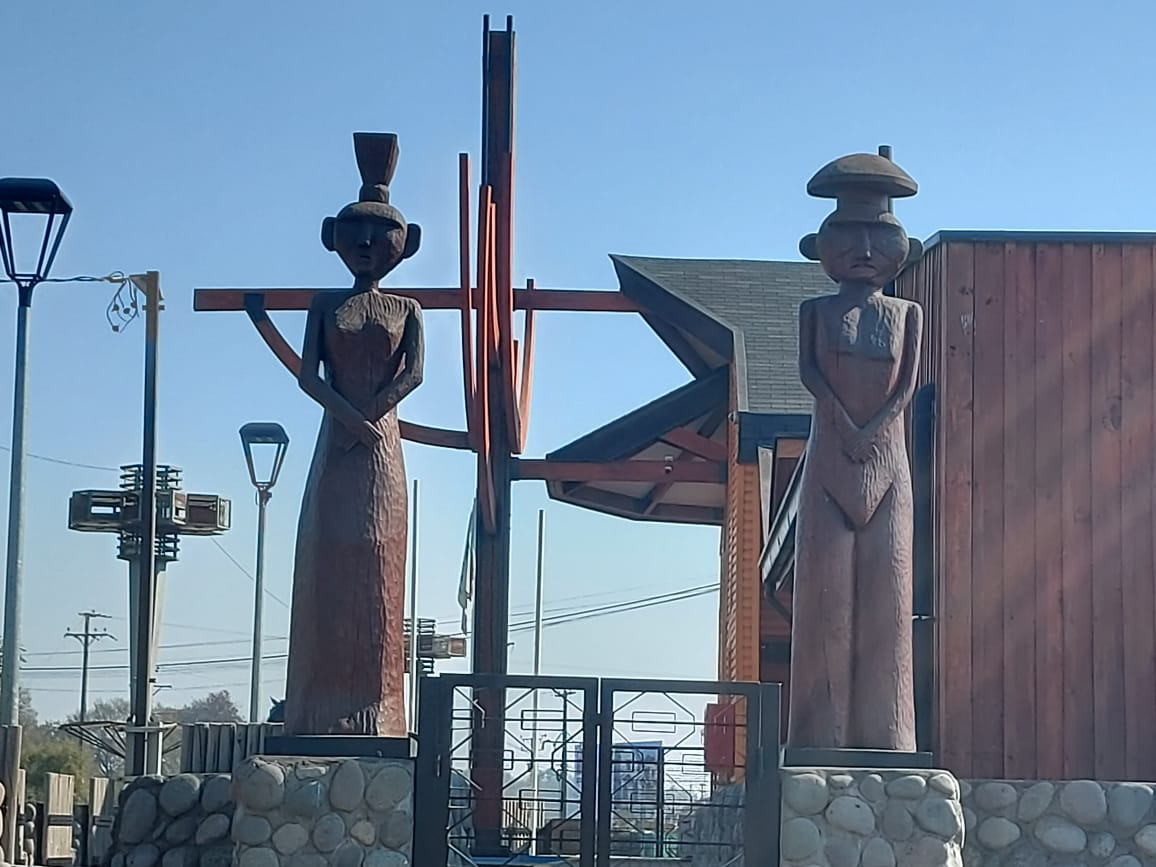
Chemamull

Los pehuenches son un grupo indígena montañés que forma parte del pueblo mapuche y habita a ambos lados de la cordillera de los Andes en el centro-sur de Chile y el sudoeste de la Argentina.
Con el piñón elaboraban harina y una bebida fermentada. Los piñones eran conservados en bodegas bajo tierra. Utilizaban arco y flecha, y boleadoras para cazar ñandúes, guanacos y venados.

### Época colonial
La ciudad de Santa Bárbara fue fundada por Manuel de Amat y Junyent primero como el Fuerte de Santa Bárbara en 1756. El gobernador pobló por orden de su majestad la reina, María Bárbara de Braganza, y eligió la ciudad de Santa Bárbara sobre las ruinas incas del valle de Nelkewe al costado del camino del inca -Qhapaq Ñan- el 9 y 10 de octubre de 1756. La reina solicitó la bendición de Santa Bárbara Bendita para un reinado próspero.
Santa Bárbara fue la última ciudad española fundada por los españoles en la precordillera, y el fuerte tenía una gran fortificación empalizada para proteger la frontera.
En la administración de Ambrosio O’Higgins la ciudad y el fuerte se mejoraron convirtiéndose en una plaza importante para contener los malones de los pehuenches.

### Fundación

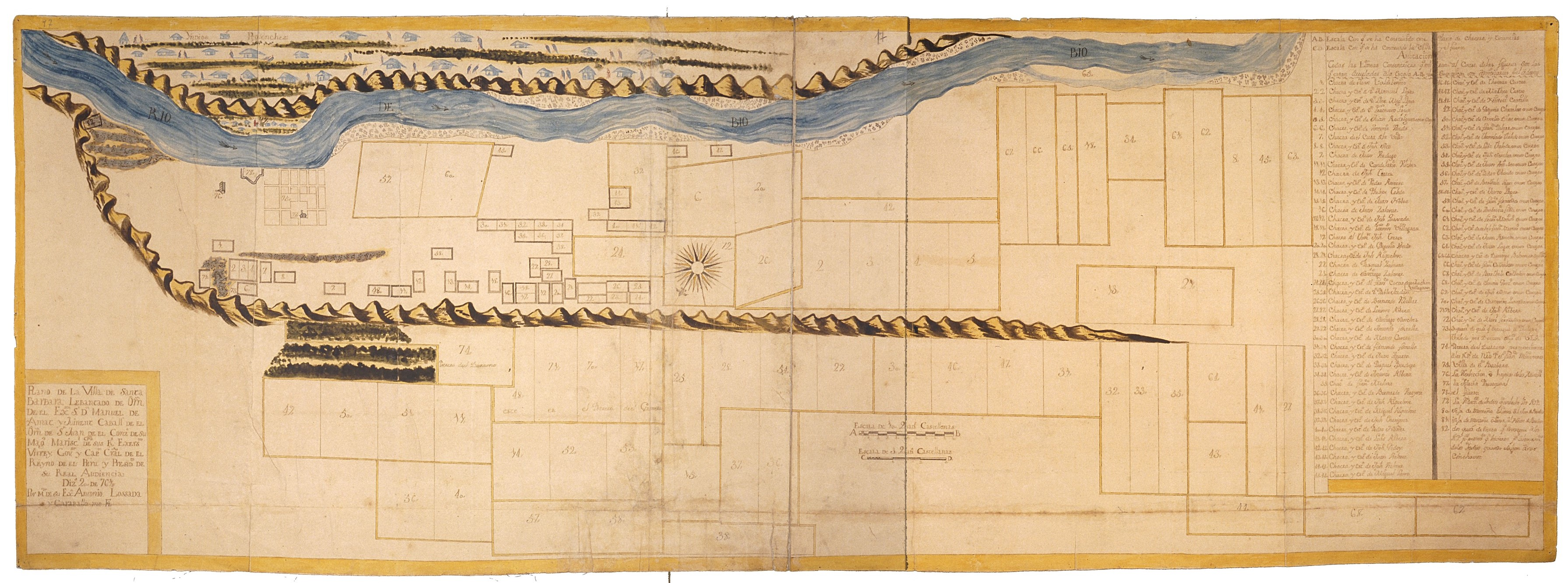
Mapa Fundacional de la ciudad de Santa Bárbara

Fue fundada por Manuel de Amat y Junyent primero como el Fuerte de Santa Bárbara en 1756. El gobernador pobló y erigió la ciudad de Santa Bárbara ahí el 4 de julio de 1758. En enero de 1819 fue despoblada y en 1821 fue incendiada por los realistas de Juan Manuel Picó. Permaneció en ruinas hasta 1833, cuando comenzó a ser repoblada bajo la dirección del comandante Domingo Salvo. Con el tiempo, se desarrolló hasta el punto que se reconoció de nuevo como ciudad el 2 de enero de 1871.

### Independencia
En 1810 Mateo de Toro y Zambrano organizó la primera junta nacional de gobierno. Se forma el Congreso nacional, donde las colonias presentes decidirían entre apoyar a la corona, o independizarse. En la isla de La Laja eligieron a Bernardo O’Higgins como representante, quien apoyaba la independencia de Chile.
En enero de 1819, Santa Bárbara fue despoblada y en 1821 fue incendiada por los realistas. Permaneció en ruinas hasta 1833, cuando comenzó a ser repoblada. En 1891, Santa Bárbara fue decretada como comuna, a través de la ley autónoma.

## Geografía

### Geomorfología
La comuna presenta características correspondientes, según el estudio del relieve de Chile, a la cuarta zona orográfica, ya que se encuentra emplazada en las unidades geomorfológicas de Llano central con morrenas y conos, Cordillera andina de retención crionival, Llano central fluvio-glacio-volcanico y Precordillera. Siendo la Sierra Velluda la cumbre más alta de la región con 3585 m s. n. m., que es nuestra frontera noreste.

### Clima
Presenta según la clasificación climática de Köppen clima de tundra de lluvia invernal (ET (s)), clima mediterráneo de lluvia invernal (Csb), clima mediterráneo de lluvia invernal de altura (Csb (h)), clima mediterráneo frío de lluvia invernal (Csc), clima templado lluvioso con leve sequedad estival (Cfb (s)) y clima templado lluvioso frío con leve sequedad estival (Cfc (s)), caracterizado por mayores precipitaciones que en la depresión intermedia (1500 mm anuales) y fuerte amplitud térmica diaria (que oscila entre -5° y 37 °C) propio de la continentalidad que provoca la cercanía de la cordillera.
El clima es templado, con estaciones bien marcadas. El verano es seco y caluroso con temperaturas máximas que oscilan entre los 25° y 34 °C, y el invierno lluvioso con nevadas abundantes en precordillera y circunstanciales en sectores bajos, las temperaturas mínimas invernales entre 0° y -3 °C. en el pie de monte andino y -7 a -8 °C en la zona cordillerana.

### Hidrología
La comuna se halla en la cuenca hidrográfica de río Biobío. Además, la comuna posee diversos cuerpos de agua, entre los que se destacan la laguna Agua Blanca, laguna Canicura, laguna El Encanto, laguna Huequecura, laguna La Isla y laguna Llauquereo; y río Arilahuen, río Biobío, río Canicura, río Dimilhue, río Duqueco, río Huequecura y río Quillaileo.
La característica de la hidrografía en esta zona es de 9 ríos en torrente y de régimen mixto con predominio nivoso como consecuencia de que las lluvias se acumulan en el período invernal.
En la zona es de gran importancia el Río Biobío, que posee una de las cuencas más extensas del país con 24.262 km². Este enorme espacio drenado por el río Bío Bío y que está formado por las subcuencas del río Duqueco, Bureo, Vergara y Laja, es variable desde el inicio de su curso hasta la desembocadura en el Océano Pacífico siendo el segundo río más largo de Chile con 380 km de longitud.
El glaciar San Lorenzo, el más grande que posee la región, con 24 hectáreas de gruesas masas de hielo recristalizadas por la acción de la nieve mostrando un hermoso camino a su paso, data desde una glaciación de hace 36.000 años.

## Medio ambiente

### Componentes bióticos

Trazado simplificado de los ecosistemas y cuerpos de agua presentes en la comuna de Santa Bárbara.

Dentro del territorio de la comuna se pueden hallar los siguientes ecosistemas:
- Bosque caducifolio mediterráneo donde predominan Nothofagus obliqua y Persea lingue (En peligro crítico)
- Bosque caducifolio templado andino donde predominan Nothofagus alpina y Dasyphyllum diacanthoides (En peligro)
- Bosque caducifolio templado andino donde predominan Nothofagus alpina y Nothofagus dombeyi (Vulnerable)
- Bosque caducifolio templado andino donde predominan Nothofagus pumilio y Araucaria araucana (Vulnerable)
- Bosque caducifolio templado andino donde predominan Nothofagus pumilio y Azara alpina (Vulnerable)
- Bosque resinoso templado andino donde predominan Araucaria araucana y Nothofagus dombeyi (Vulnerable)
- Bosque siempreverde templado andino donde predominan Nothofagus dombeyi y Gaultheria phillyreifolia (Vulnerable)
- Matorral bajo templado andino donde predominan Adesmia longipes y Senecio bipontinii (Vulnerable)
- Matorral bajo templado andino donde predominan Discaria chacaye y Berberis empetrifolia (Vulnerable)
- Zonas geográficas hinóspitas sin vegetación (Sin información)

### Flora y Fauna
Hay vegetación nativa en la precordillera, encontramos especies tales como: Araucarias, Raulí y Ciprés de Cordillera, Avellano, Roble, Lingue, Boldo, Quillay, Coihue, Canelo, Notro, Peumo e incluso Ñirres.
Las especies de flora que encontramos son el Chilco (fucsia silvestre), Liuto amarillo, que se observa en primavera en el suelo de bosques y praderas. Otras especies, son las que denominamos plantas introducidas como el Pino radiata y en menor proporción el Eucaliptus.
Las aves que se puede encontrar en esta zona son: perdiz, zorzal, queltehue (treile), bandurria, loica, martín pescador, tordo, chercán, peuco, tiuque, torcaza, pato cortacorrientes, garza chica, piuquén y choroy, estas últimas se pueden observar especialmente en los valles de los ríos mencionados. 
Se encuentran también el cóndor y el carpintero negro, este último puede observase en grupos familiares en bosquetes y bosques cuya edad supera los 40 a 50 años.
Entre los mamíferos, destacan: puma, que suele verse ocasionalmente en invierno; zorro, chingue, vizcacha, pudú, degú de los matorrales, liebres, conejos, coipos y lauchita de espinos.
Se pueden encontrar especies de peces como el bagre grande, pocha, puye, toyo, pejerrey argentino, gambusia, trucha arcoíris, carpa; crustáceos como la pancora de río; anfibios como el sapo de manchas rojas, ranita de Darwin, rana chilena, y reptiles como lagartija tenue, culebra chilena, entre otros.
Flora y fauna endémica: Guindo Santo, Naranjillo, Yeule. Pez carmelita, bagrecito, culebra cola corta, culebra cola larga.

### Medidas de protección ambiental y conflictos socioambientales
Hasta 2022, la comuna de Santa Bárbara cuenta con las siguientes zonas que poseen algún nivel de protección ambiental:
- ADI Alto del Bio-Bío (Sitios ERB)[12]
- Corredor Nevados de Chillán - Laguna del Laja (Reserva Biósfera)[13]
- Parque Nacional Laguna Del Laja (Parque Nacional)

## Administración

### Municipalidad

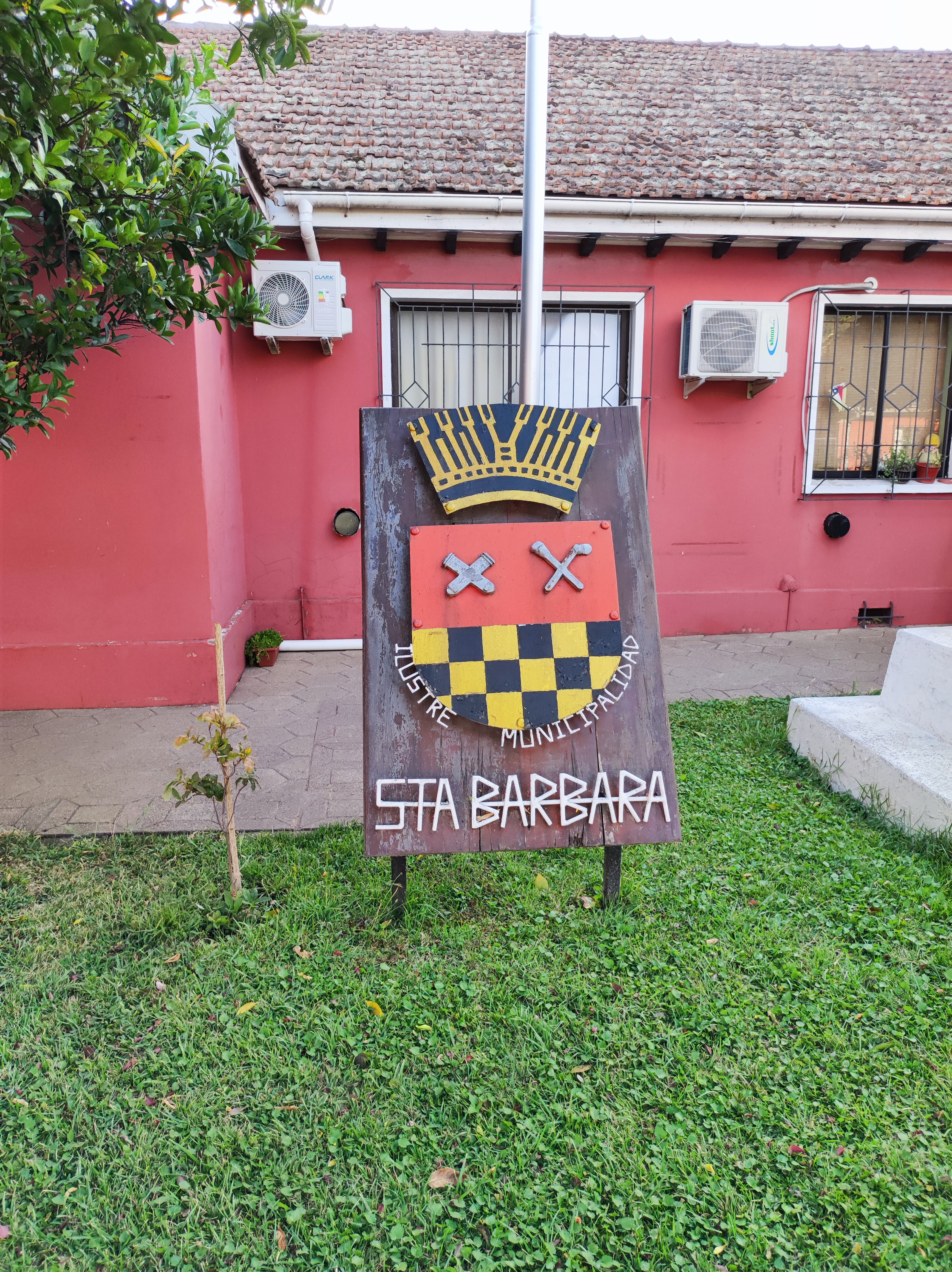
Ilustre Municipalidad de Santa Bárbara

La Municipalidad de Santa Bárbara para el periodo 2021-2024 es dirigida por el alcalde Daniel Sebastián Salamanca Pérez (Partido Demócrata Cristiano - Unidos Por la Dignidad) y el concejo municipal conformado por los concejales:
- Jeovanni Pedro Pacheco Flores (IND - Chile Vamos Renovación Nacional - IND)
- Claudio Andrés Melo Pérez (Renovación Nacional)
- José Pedro Sandoval Castillo (Partido Radical de Chile)
- Héctor Quezada Quezada (Partido Socialista de Chile)
- Herbal Ricardo Iturra Escobar (IND - Unidos Por la Dignidad)
- Herminio Octavio Pardo Urrutia (IND - Unidos Por la Dignidad)

### Representación parlamentaria
Santa Bárbara forma parte de la Circunscripción Senatorial X y del Distrito Electoral 21. Es representada en la Cámara de Diputados del Congreso Nacional por los siguientes diputados:
- Flor Weisse Novoa (Unión Demócrata Independiente)
- Karen Andrea Medina Vásquez (Partido de la Gente)
- Joanna Pérez Olea (Partido Demócrata Cristiano)
- Cristóbal Urruticoechea Ríos (Partido Republicano de Chile)
- Clara Inés Sagardía Cabezas (IND - Convergencia Social)

En el Senado, la representan:
- Sebastián Keitel Bianchi (Evolución Política)
- Enrique Van Rysselberghe Herrera (Unión Demócrata Independiente)
- Gastón Saavedra Chandía (Partido Socialista de Chile)

## Economía

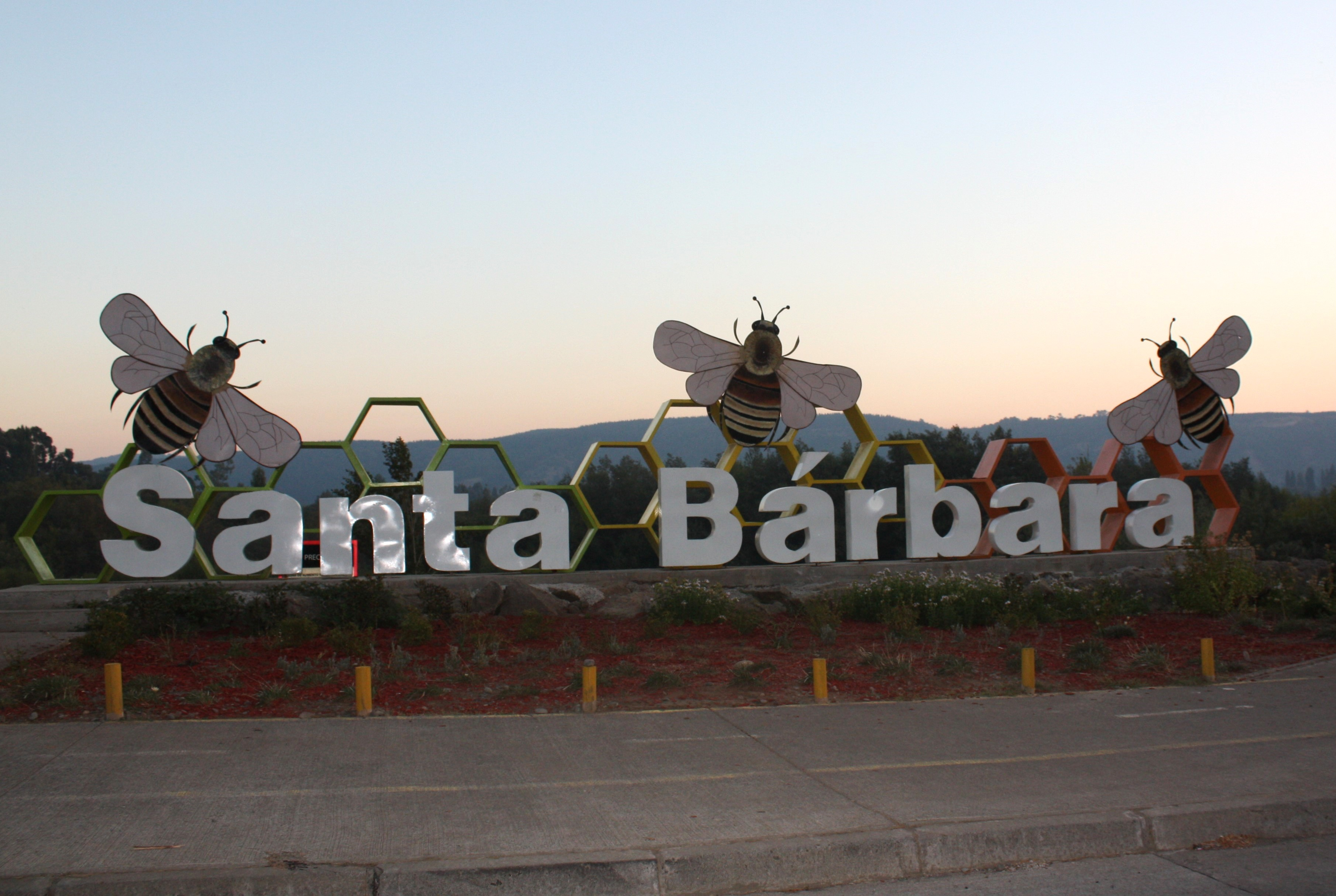
Santa Bárbara: capital de la miel.

En 2018, la cantidad de empresas registradas en Santa Bárbara fue de 218. El Índice de Complejidad Económica (ECI) en el mismo año fue de -0,32, mientras que las actividades económicas con mayor índice de Ventaja Comparativa Revelada (RCA) fueron Actividades de Mantenimiento del Orden Público y de Seguridad (1297,81), Cultivo Forrajeros en Praderas Mejoradas o Sembradas (312,9) y Cultivo de Otros Cereales (172,85).
La economía de Santa Bárbara se basa principalmente en actividades silvoagropecuarias, con un enfoque en la agricultura, la apicultura y el turismo. La producción apícola es especialmente importante, ya que Santa Bárbara es conocida como la Capital Nacional de la Miel. Desde 2016, la comuna cuenta con una Oficina Municipal de la Miel, que promueve una apicultura sostenible, protegiendo a las abejas y sus hábitats. La miel producida en Santa Bárbara se destaca por sus características organolépticas únicas, derivadas de la flora nativa y endémica de la zona.
El desarrollo agrícola en la comuna incluye la producción de cultivos tradicionales como cereales y forrajes, así como el crecimiento de la fruticultura, que se espera que lidere la economía regional para 2030 debido a las condiciones favorables del valle del Biobío. La ganadería, con la crianza de ovinos, bovinos y equinos, también es una actividad clave en los sectores rurales.
La industria forestal ha tenido un impacto significativo en la economía de Santa Bárbara, especialmente desde la parcelación de tierras tras la reforma agraria. Actualmente, más del 50% del territorio de la comuna está destinado al uso forestal. Sin embargo, este desarrollo ha generado tensiones con el sector turístico, ya que la construcción de centrales hidroeléctricas ha afectado negativamente a actividades como el rafting y el turismo de naturaleza.
En los últimos años, Santa Bárbara ha visto un crecimiento en el sector turístico, con un aumento de campings, cabañas, restaurantes y operadores turísticos que ofrecen experiencias de turismo aventura y ecoturismo. Este sector es uno de los tres pilares de desarrollo económico de la comuna, junto con la apicultura y la agricultura, y se espera que siga creciendo en los próximos años gracias a las iniciativas locales para promover el turismo sostenible y preservar el patrimonio natural y cultural de la zona.

## Servicios

### Salud
Con respecto a la salud pública, el Hospital de la Familia y la Comunidad Santa Bárbara es un recinto hospitalario de baja complejidad administrado por el Servicio de Salud Bío Bío. Para las atenciones de mayor complejidad, los pacientes son derivados al Hospital Dr. Víctor Ríos Ruiz de Los Ángeles. 

### Seguridad y orden público
En relación con el orden público y la seguridad ciudadana, la 4.ª Comisaría de Santa Bárbara es una unidad policial de Carabineros de Chile subordinada a la 20.ª Prefectura Bío-Bío.
El Cuerpo de Bomberos de Santa Bárbara fue fundado en julio de 1949 y cuenta con cuatro compañías. 

### Educación
La Biblioteca Pública-Municipal N° 61 "Miguel Ángel Romero Campos" existe en la comuna desde el 15 de noviembre de 1977 y está ubicada en calle San Martín n°599 al costado sur de la Plaza de Armas en el sector del mirador, área verde desde donde se observa un brazo del río Biobío y la naturaleza que le circunda.

## Cultura
Santa Bárbara cuenta con una rica tradición cultural, en la que destaca la fiesta patronal en honor a Santa Bárbara Bendita, celebrada desde 1756. Este evento religioso tiene lugar cada 4 de diciembre, en el único santuario nacional dedicado a la santa, y atrae a peregrinos de todo el país. Además, la comuna es conocida por el Festival de la Miel, un evento con más de 45 años de tradición, que se celebra en febrero y reúne a artistas nacionales e internacionales. Durante este festival, los asistentes disfrutan de música en vivo, competencias musicales y muestras de danza tradicional, como el Ballet Folclórico Municipal y otros talleres de danza.
Otra celebración relevante es el Festival de la Bandurria, que tiene lugar en enero en el sector rural de Quillaileo, con un enfoque en la música y el canto tradicional. El Festival de Rock Open Air, también en enero, rompe con las tradiciones folclóricas y ofrece dos días de intenso rock y metal en la comuna. Asimismo, el Rodeo Oficial de Santa Bárbara, realizado en la Media Luna Sergio Rikli Schulz, es un evento de gran importancia, donde jinetes profesionales de todo el país compiten en un ambiente familiar.
En el ámbito festivo, Santa Bárbara celebra el 18 de septiembre con la Fiesta de la Chilenidad y una serie de actividades dieciocheras que incluyen un campeonato comunal de cueca, desfiles y esquinazos. Además, el 9 de octubre, la comuna conmemora su aniversario con un desfile oficial que involucra a diversas organizaciones locales. También se celebra la Fiesta de la Primavera en noviembre, con desfiles de carros alegóricos creados por los barrios y juntas de vecinos, fomentando la identidad comunitaria.

### Santabarbarinos
La comuna de Santa Bárbara ha visto nacer a importantes figuras en distintos ámbitos. Entre ellas se encuentra Guillermo Teillier, político Comunista chileno, quien nació en el pueblo, aunque vivió la mayor parte de su vida fuera de él. También destaca Yonathan Andía, futbolista profesional.

## Lugares de interés
Santa Bárbara es conocida por sus actividades al aire libre, como rafting, kayak, trekking, ciclismo y pesca. Los ríos, lagos y montañas de la zona ofrecen paisajes ideales para estas actividades, siendo la cuenca del río Biobío un punto clave para el turismo de aventura, particularmente en el rafting, una actividad que tuvo su auge en la comuna antes de la construcción de las centrales hidroeléctricas Pangue y Ralco.
El Valle del Biobío ofrece diversas áreas de camping y excursiones guiadas, destacándose el Camping Huequecura, que data de 1965, y las rutas turísticas que permiten a los visitantes disfrutar de la naturaleza y la rica biodiversidad de la zona. El Festival Bio-Bío Vive es una celebración anual que busca concienciar sobre la protección de los ríos, combinando deportes como el kayak y el rafting con actividades culturales y medioambientales.
Los visitantes también pueden explorar la historia de la comuna a través de la Ruta Histórica, que conmemora los recorridos de Bernardo O’Higgins durante la Guerra de la Independencia. Esta ruta incluye paradas en lugares como Corcovado, Villucura y Dimilhue, donde se realizan actos culturales y recreaciones históricas que destacan la relación entre O’Higgins y el pueblo pehuenche.

## Transporte

### Acceso
El principal acceso a Santa Bárbara es desde la ciudad de Los Ángeles por la Ruta Q-61, que está asfaltada. También se puede ingresar desde el sur por la Ruta Q-75, que conecta Mulchén con Santa Bárbara, pasando por Quilaco, o desde el norte por la Ruta Q-575 desde Quilleco hacia la Ruta Q-605, pasando por Villucura hasta la Ruta histórica Q-653.
Existen dos accesos internacionales desde la provincia de Neuquén, Argentina: el Paso Pichachén, accesible por la Ruta Q-45 hasta Antuco, y el Paso Copahue, no habilitado para vehículos, utilizado a pie o a caballo, ubicado en el valle de Trapa Trapa en Alto Biobío.